# Řád národního praporu (Severní Korea)
Řád národního praporu (korejsky: 국기훈장) je po řádech Kim Ir-sena a Kim Čong-ila druhé nejvyšší státní vyznamenání Severní Koreje. Založen byl roku 1948 a udílen je za politickou, hospodářskou a kulturní činnost či při udělení jiných vybraných řádů a čestných titulů.

## Historie
Řád byl založen výnosem prezidia Nejvyššího lidového shromáždění KLDR šest týdnů po vzniku státu dne 12. října 1948. Stal se tak nejstarším severekorejským řádem a od svého vzniku až do založení Řádu Kim Ir-sena, který se v hierarchii řádů dělí o první místo s Řádem Kim Čong-ila, byl i řádem nejvyšším.

## Pravidla udílení
Řád je udílen jak jednotlivcům tak organizacím za politickou, kulturní a hospodářskou práci či za vojenskou službu. Automaticky je také udílen osobám oceněným čestným titulem Hrdiny Severní Koreje, Hrdiny práce a držitelům dalších čestných titulů. Dále je udílen i držitelům řádů svobody a nezávislosti a vojenské cti. V případě Řádu svobody a nezávislosti je Řád národního praporu udílen ve stejné třídě a v případě Řádu vojenské cti je Řád národního praporu udílen v nižší třídě. Udílen je také funkcionářům Korejské strany práce za dlouholetou službu (I. třída za 25 let, II. třída za 20 let a III. třída za 15 let).
S udělením řádu souvisí řada výhod, například peněžní renta či možnost zdarma využívat veřejnou dopravu.

## Insignie
Řádový odznak má podobu pěticípé hvězdy s jedním hrotem směřujícím dolů. Každý cíp je zakončen třemi kuličkami. Hvězda je položena na pětiúhelník skládající se z paprsků. Uprostřed hvězdy je medailon ve tvaru desetiúhelníku s mírně konkávními stranami. Vnější strana medailonu je lemována modrým smaltem. Blíže ke středu je širší červeně smaltovaný lem. Uprostřed medailonu je pěticípá hvězda s jedním hrotem směřujícím nahoru. V případě I. třídy je celý odznak zlatý, u II. třídy je zlatá hvězda položena na stříbrný pětiúhelník a u III. třídy je odznak stříbrný. Zadní strana je hladká s vyrytým názvem řádu a sériovým číslem. Průměr řádu je 58 mm.

Hvězda se nosí nalevo na hrudi připevněna pomocí šroubku nebo spony. Pro každodenní nošení se používá stužka. Ta se v jednotlivých třídách liší. Základem je červená stuha se širokým modrým pruhem při obou okrajích. Modré pruhy jsou od červené odděleny úzkými pruhy bílé barvy. V případě I. třídy je uprostřed široký žlutý pruh, u II. třídy dva užší žluté pruhy a u III. třídy tři úzké žluté proužky.

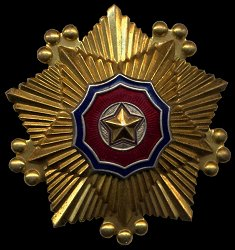
Řád I. třídy
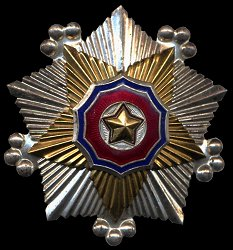
Řád II. třídy
Řád III. třídy
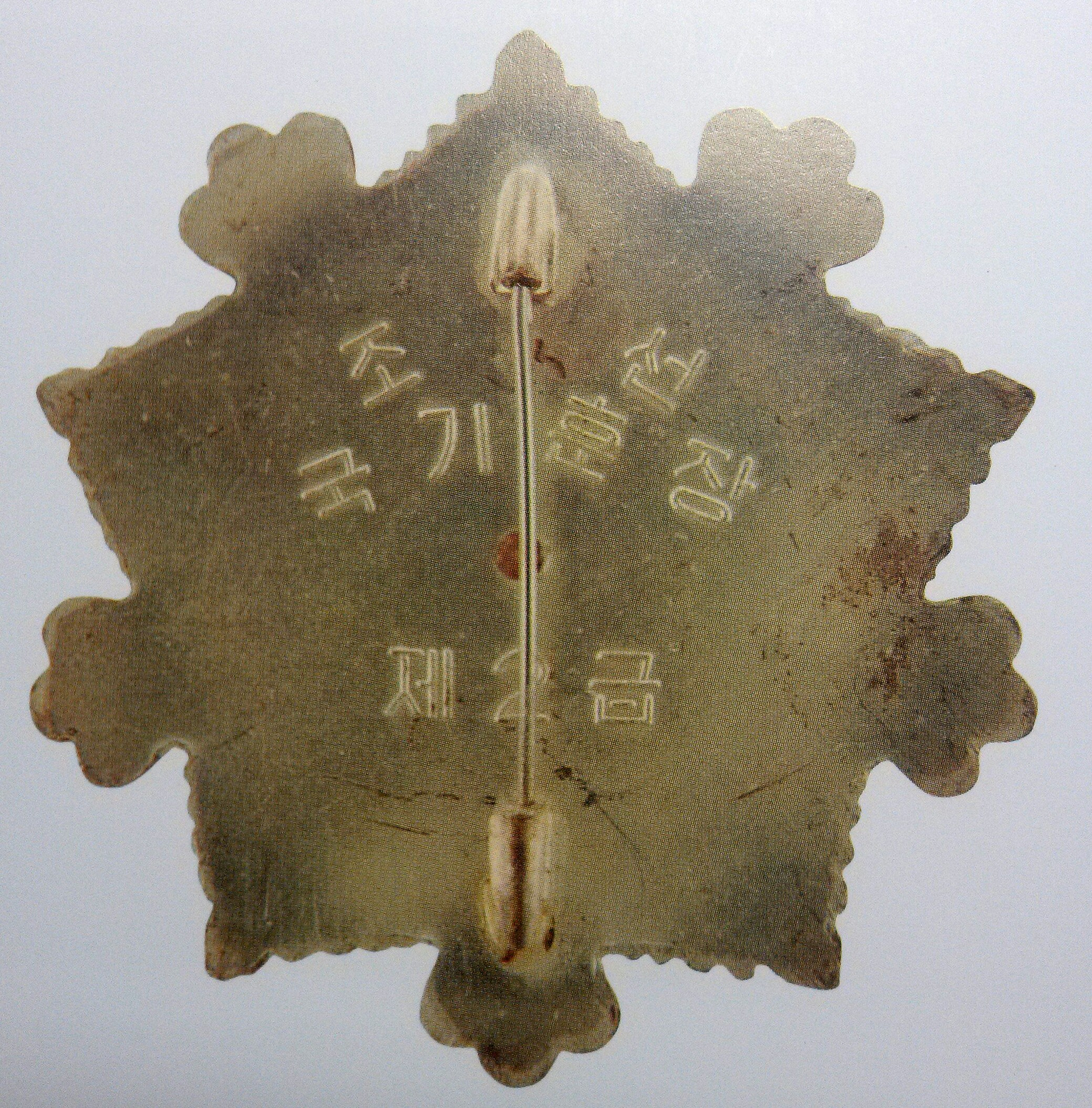
Řád II. třídy, zadní strana
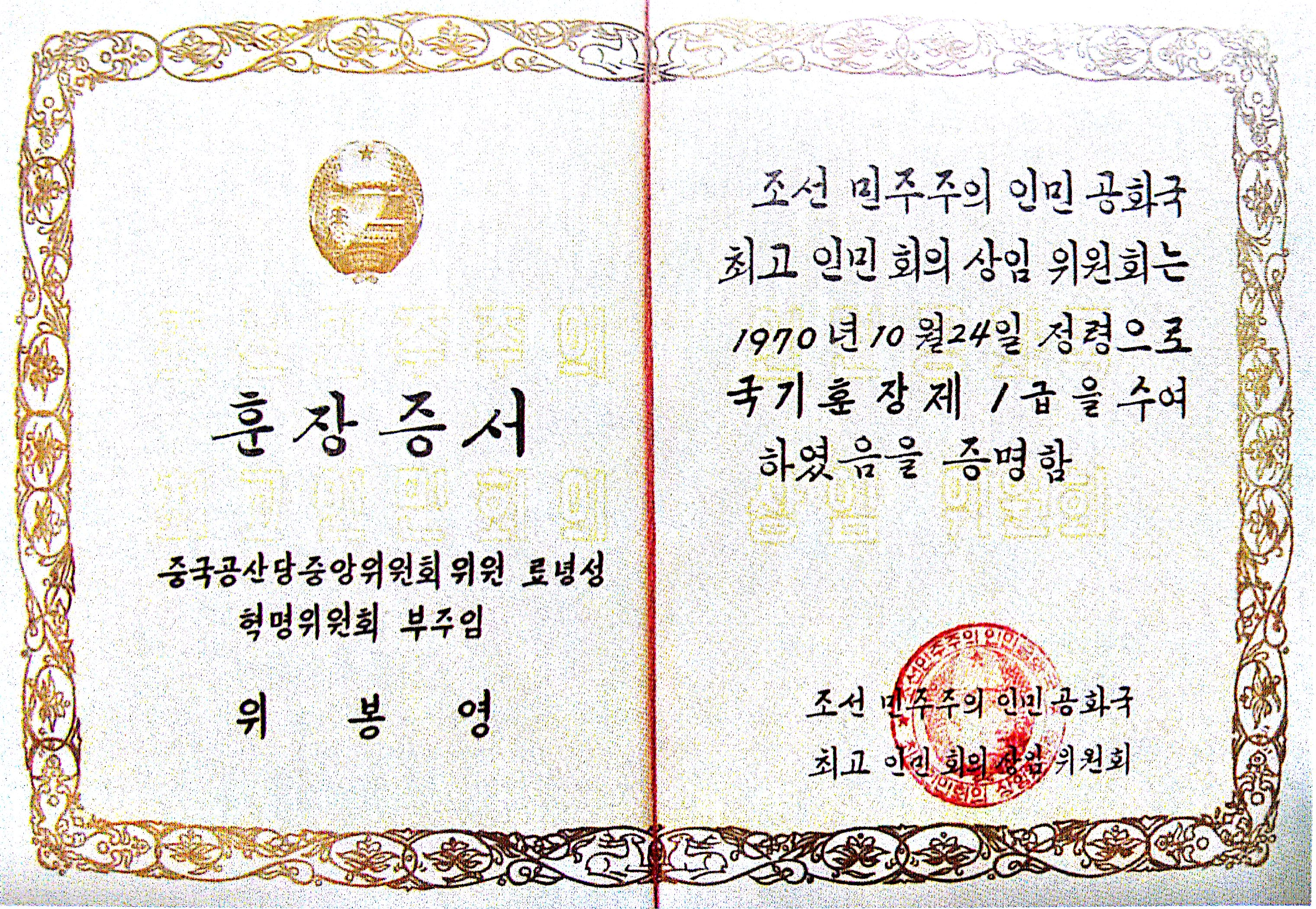
Diplom

## Třídy
Řád je udílen ve třech řádných třídách:

I. třída
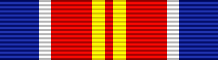
II. třída
III. třída

- I. třída
- II. třída
- III. třída